# Cantonul Routot
Cantonul Routot este un canton din arondismentul Bernay, departamentul Eure, regiunea Haute-Normandie, Franța.

## Comune
- Barneville-sur-Seine
- Bosgouet
- Bouquetot
- Bourg-Achard
- Caumont
- Cauverville-en-Roumois
- Étréville
- Éturqueraye
- Hauville
- La Haye-Aubrée
- La Haye-de-Routot
- Honguemare-Guenouville
- Le Landin
- Rougemontiers
- Routot (reședință)
- Saint-Ouen-de-Thouberville
- La Trinité-de-Thouberville
- Valletot